# 安德烈亚斯·乌姆兰德
安德烈亚斯·乌姆兰德 （德語：Andreas Umland，1967年—生于德意志民主共和国耶拿）是一位政治学家，他研究当代俄罗斯和乌克兰的历史，以及政权过渡。 他发表了有关后苏联极端权利、市政分权、欧洲法西斯主义、后共产主义高等教育、东欧地缘政治、乌克兰和俄罗斯民族主义、顿巴斯和克里米亚冲突，以及欧盟的邻里和扩大政策的文章。他是乌克兰基辅未来研究所的高级专家，也是斯德哥尔摩瑞典国际事务研究所的研究员。他居住在基辅，并在国立基辅麻基拉大学担任政治学副教授。 2005-2014年间他参与了由基辅-莫希拉学院和耶拿大学共同管理的德国和欧洲研究新硕士课程的创建。 

## 个人经历
于1967年出生于东德图林根的耶拿市，于1981-1985年在马克·勃兰登堡的维森乌姆兰德在埃里希·韦纳特特殊中学就读，准备接受俄罗斯师范教育（Spezialoberschule zur Vorbereitung auf das Russischlehrerstudium，EWOS）。他于1989-1990年在莱比锡的卡尔·马克思大学（国家认证翻译/ StaatlichgeprüfterÜbersetzer），1990年至1992年和1994年至1994年的柏林自由大学（Otto Suhr Institute, Political Science Diploma / Diplom-Politologe）, 牛津大学，1992-1994年（圣克罗斯学院，俄罗斯和东欧研究哲学硕士，哲学硕士）和斯坦福大学（1996年至1997年）（政治科学硕士学位）学习俄语，新闻学，历史和政治学学习俄语，新闻学，历史和政治学， 他获得弗里德里希·埃伯特基金会（Friedrich Ebert Foundation），外交和联邦事务部，德国学术交流服务（DAAD）和德国学术奖学金基金会（ERP-Stipendienprogramm der Studienstiftung des Deutschen Volkes）的奖学金。
1999年他获得了柏林自由大学（Friedrich Meinecke研究所）的历史学哲学博士学位，他撰写了关于弗拉基米尔·日里诺夫斯基在俄罗斯政治中崛起的论文（NaFöG柏林土地奖学金）。 2008年他获得了剑桥大学（三一学院/社会政治学院）的政治学博士学位（哲学博士学位），并撰写了关于后苏联的俄罗斯“非文明社会”的论文（库尔特·哈恩信托基金奖学金）。
他在1997–1999年担任斯坦福大学关于战争，革命与和平的胡佛研究所的北约研究员，并担任哈佛大学国际事务韦瑟黑德中心和戴维斯俄罗斯研究中心的蒂森研究员（2001年至2002年）。他于1999-2001年在叶卡捷琳堡乌拉尔州立大学国际关系学院任教作为公民教育项目和博世基金会的客座讲师，于2002年至2003年国立基辅麻基拉大学政治科学系讲课。 2004年1月至12月，他是牛津大学俄罗斯和东欧研究的临时讲师，也是牛津圣安东尼学院的院士。乌姆兰德曾于2005年至2008年在基辅舍甫琴科大学国际关系学院担任德国学术交流服务（DAAD）讲师，并于2010年至2014年担任国立基辅麻基拉大学政治学系教授。2008年至2010年期间乌姆兰德是巴伐利亚州埃希施塔特-英戈尔施塔特天主教大学历史与社会研究学院当代东欧历史高级讲师（Akademischer Rat），并于2019年至2021年担任兼职教授（Lehrbeauftragter）耶拿弗里德里希·席勒大学政治科学研究所的苏联后事务）。
于2014年他在基辅市成为欧洲大西洋合作研究所（乌克兰文: IEAS）的高级研究员，于2019年成为布拉格国际关系研究所欧洲政治中心（捷克共和国：UMV）的非居民研究员， 并于2020年在基辅的乌克兰未来研究所（乌克兰文: UIM）的欧洲，区域和俄罗斯研究计划中担任高级专家，并在瑞典斯德哥尔摩国际事务研究所（瑞典文：UI）俄罗斯和欧亚计划研究员。

## 会员资格
•布拉格的鲍里斯·涅姆佐夫俄罗斯研究学术中心董事会成员， 
•COMFAS -布达佩斯国际法西斯比较研究协会的理事会，
•英国萨默塞特郡非政府组织“俄罗斯的权利”咨询委员会，
•考纳斯安德烈·萨哈罗夫民主发展研究中心顾问委员会，
•在柏林的德乌平台“基辅对话”之友小组，
•KomRex – 耶拿右翼极端主义研究，民主教育和社会融合中心，和
•莫斯科的瓦尔代讨论俱乐部。

## 编辑
乌姆兰德是学术系列丛书“苏联和后苏联政治与社会”的创始人兼总编辑（2004年成立），还是“乌克兰之声”系列书籍（2019年成立）的创始人和收藏者。在斯图加特/汉诺威市由ibidem-Verlag出版，并由哥伦比亚大学出版社发行。 自2008年以来，他是巴伐利亚州的俄罗斯网络期刊“Форум новейшей восточноевропейской истории и культуры"（当代东欧历史和文化论坛）的联合编辑。
他是“极右翼探索”系列丛书，“苏联和后苏联政治与社会杂志”和由ibidem-Verlag在斯图加特/汉诺威出版的“ Forum für osteuropäische Ideen- und Zeitgeschichte ” （东欧思想和当代历史论坛），《法西斯主义：比较法西斯研究杂志》（莱顿布里尔出版商和荷兰战争文献研究所（NIOD），“中欧大学政治科学杂志”（布达佩斯中欧大学），以及《思想与政治杂志》（基辅好政治基金会）的编委会成员。